# كرين (صلصة)
كرين (بالتشيكية: křen) (بالألمانية: Meerrettich) (بالبولندية: chrzan) (بالرومانية: hrean) (بالروسية: хрен) (بالأوكرانية: хрiн) (باليديشية: כריין) وتعني جميعها «فجل الخيل الحار». وهو عبارة عن معجون حار يتم إعداده من الفجل الحار المبشور. وهو تابل شائع لأطباق اللحوم والأسماك في مطبخ اليهود الأشكناز والمطبخ الإسرائيلي ومطبخ اليهود الأمريكيون واليهود الأرجنتينين والمطبخ النمساوي والسلوفاني والكرواتي والبيلاروسي والتشيكي والألماني (وخاصة البافاري) والبولندي والروماني واللاتيفي والليتوانية والروسي والأوكراني.
هناك نوعان شائعان من معجون الكرين في المطبخ اليهودي والسلافي وهما الكرين الأبيض والأحمر. يتكون معجون الكرين الأبيض من الفجل الحار المبشور والخل وفي بعض الأحيان السكر والملح، في حين يشتمل معجون الكرين الأحمر على إضافة من الشمندر. تختلف هذه الأنواع عن غيرها من التوابل المكونة من الفجل من حيث إنها أطعمة محايدة (لا تحتوي على منتجات الألبان) مما يجعلها مقبولة في وجبان اللحوم والألبان وفقاً للقانون الغذائي اليهودي. في المقابل تحتوي العديد من الأنواع في أوروبا الوسطى على القشدة، في حين إن بعض الوصفات الروسية تحتوي على قشدة السميتانا (قشدة حامضة). وهناك أنواع أخرى تتضمن التفاح وعنب الثور والتوت البري والبرتقال.
يعد استخدام معجون الكرين في المجتمعات اليهودية في أوروبا الشرقية أمراً قديماً، وقد تم إثبات ذلك لأول مرة في كتابة منذ القرن الثاني عشر. في المطبخ الشرق أوروبي يعد معجون الكرين تابل نموذجياً لمختلف أطباق الأسماك وكذلك لمقبلات اللحوم والأسماك مثل الآسبك ولسان البقر.

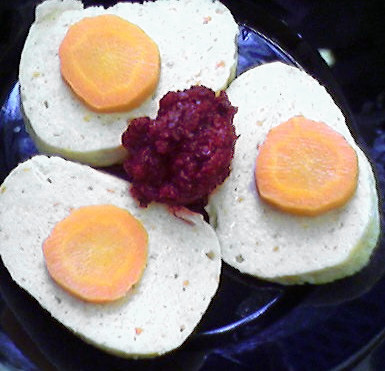
سمك مع معجون الكرين أحمر.
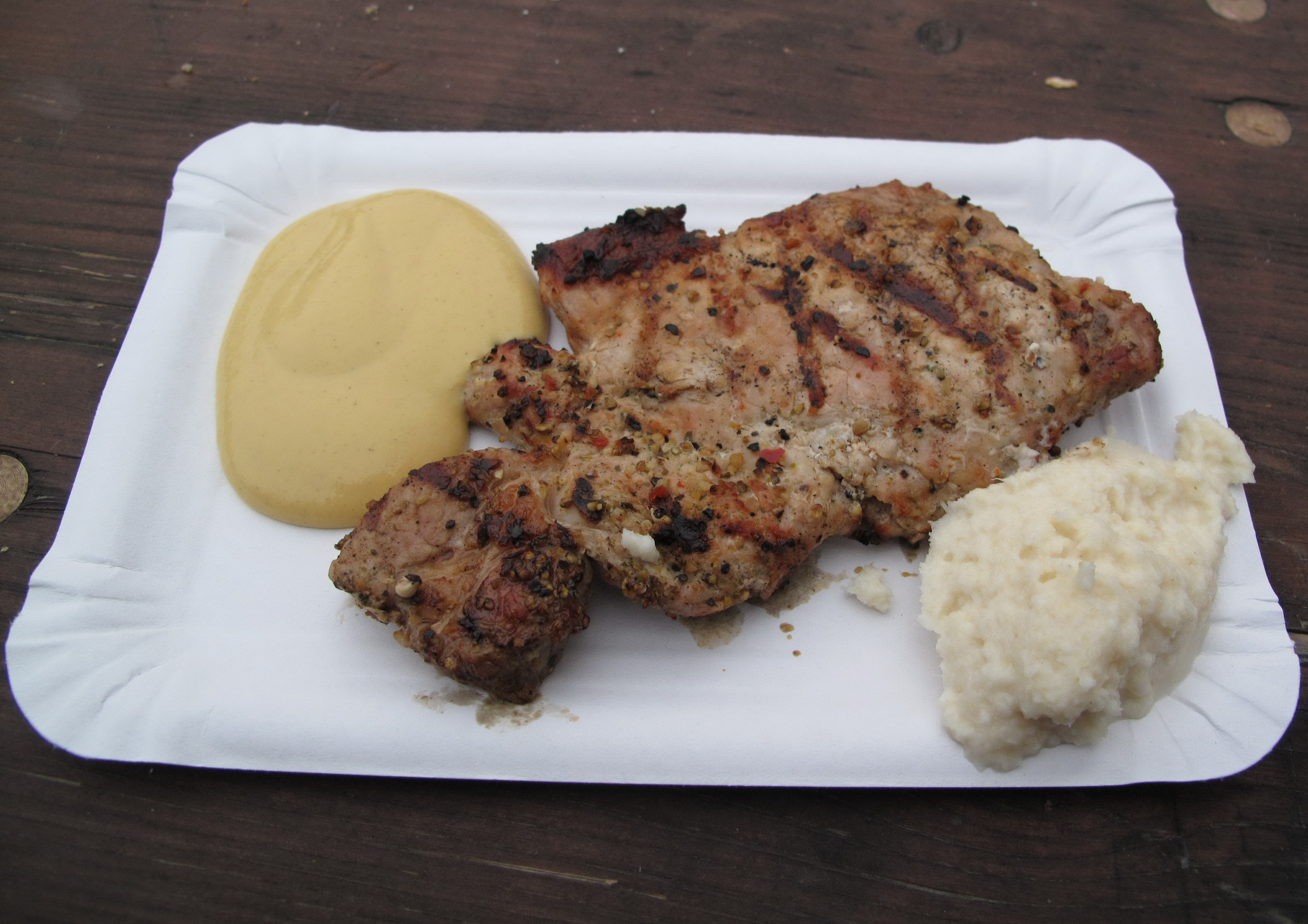
لحم مع الخردل (على اليسار) ومعجون الكرين الأبيض (على اليمين).